# 30e dynastie van Egypte
In 380 v.Chr. usurpeerde Nectanebo I uit Sebennytos de troon en stichtte hiermee de 30e dynastie. Tijdens zijn regering floreerde de kunst en werden diverse bouwwerken opgericht. In 373 v.Chr. lukte het hem een Perzische invasie af te weren. Zijn opvolger Teos begon een offensief in Palestina, maar werd tijdens zijn verblijf in het buitenland door een rebellie in Egypte van de troon gestoten, die overgenomen werd door zijn neef, Nectanebo II. In 350 v.Chr. slaagde Nectanebo II erin een aanval van de Perzische vorst Artaxerxes III af te weren, maar in 343 v.Chr. lukte het de Perzen toch om de macht in Egypte in handen te krijgen, waarmee de periode van de tweede Perzische overheersing in Egypte begon, die ook wel de 31e dynastie van Egypte genoemd wordt.

## Galerij

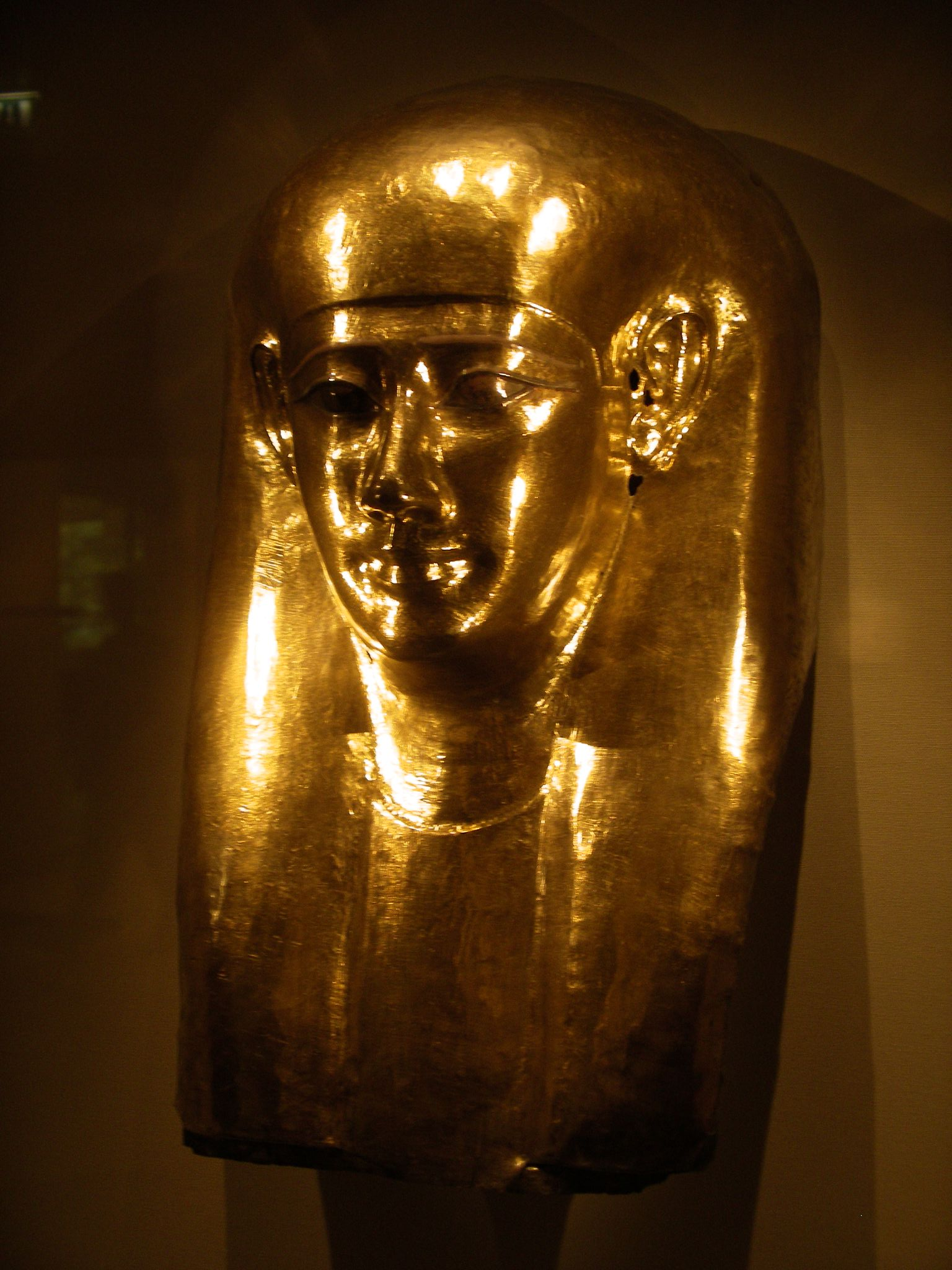
Grafmasker uit de periode van de 30e Dynastie van Egypte